# 復活の日 (テレビ番組)
『地獄を見た芸能人のリアルドキュメント 復活の日』（じごくをみたげいのうじんのリアルドキュメント・ふっかつのひ）は、2008年10月15日から2009年2月18日まで、TBS系列で、毎週水曜18:55 - 19:56（JST）に放送されたドキュメント番組。ハイビジョン制作。
当初の副題は「地獄を見た芸能人のリアルドキュメント」となっていたが、
芸能人以外も取り上げられていたことからスポット予告などや番組宣伝では、「復活をかけたリアルドキュメント」となっていた。また、ロゴ上では
「Fukutome & Yakumaru Day of Rebibal」と表記され、福留功男と薬丸裕英の冠番組扱いとなっていた。

## 概要
初回放送は18時55分 - 20時54分までの2時間スペシャルとして放送された。筆頭スポンサーはセキスイハイムの1社のみで、ネットCMも1分30秒と少ない時間となっている。
主な内容としては人生において、どん底を経験しそのどん底から這い上がった、もしくは現在もその状況に屈せず戦っている人を取り上げる。放送では再現ドラマとインタビュー映像を交えながら紹介され、スタジオで福留らが視聴しコメントする構成である。またこれ以外にも、大仁田厚が肥満に悩む芸能人にダイエットを行なう企画『MMKミラーダイエット塾』が番組の後半に放送されており、公式サイトでは裏話も交えたブログを運営していた。
初回SPこそ10%を記録した視聴率も2回目以降は下降し、1桁台を記録する状況が続いた。改編期を待たずして打ち切りとなったが、番組内を始めテレビ雑誌、新聞の週間番組表などでは事前に最終回の告知はなされず、当日になって初めて最終回であることが新聞に記載されるという状態であった。また、最終回の視聴率は5.5%と、番組ワーストの記録となった。
総合司会の1人である福留は、この先月にそれまで3本あったレギュラー番組（TBS系列『ブロードキャスター』、日本テレビ系列『いつみても波瀾万丈』・『オジサンズ11』）が全て打ち切りという状態となっていた。本番組は、TBS上層部が長年局に貢献してきた福留を末永く大事に使いたいとして開始が決定したとされる。しかしながら本番組は短期間で終了となり、同時に福留のレギュラー番組も一時消滅となった（地上波ではこの後も一切レギュラー番組を持っていない）。
前述の通り視聴率が低迷していたことに加え、『総力報道!THE NEWS』の放送開始に伴う改編で、2009年2月18日に放送終了。

## 出演者

### 総合司会
- 福留功男
- 薬丸裕英
  - これ以外にゲストタレント1名が出演。

### ダイエット企画進行
- 大仁田厚
- 岡村仁美（当時TBSアナウンサー）
- 白石安男（東京理科大学准教授　番組内でダイエット法を解説）

## スタッフ
- ナレーター：服部潤、皆口裕子
- 構成：安達元一他
- 編成：太田寛、福士洋通
- ディレクター：福岡大司
- 総合演出：王堂健一
- プロデューサー：金田武信、島田勇夫
- チーフプロデューサー：吉田啓良
- 制作協力：マドワーズ
- 制作：TBSテレビ
- 製作著作：TBS

## 備考
- 2008年12月10日は当初の放送予定を変更し『特別追悼番組　ありがとう遠藤実さん 貴方の歌があったから』を急遽放送（生放送）したため休止となった。こちら番組の司会は福留・薬丸と当時TBSアナウンサーの久保田智子が担当した。
- 本番組終了後、スタッフの一部は『サカスさん』を担当した。